# Алрар – Хассі-Р'Мель (трубопровід для ЗВГ)
Алрар – Хассі-Р'Мель (трубопровід для ЗВГ) – трубопровідна система в Алжирі, призначена для обслуговування ряду газових промислів на сході країни.
В 1982 – 1984 роках на сході Алжиру ввели в  дію потужний газопереробний завод Алрар, який міг продукувати великі обсяги зрідженого нафтового газу (ЗНГ, пропан-бутанова фракція). Видачу ЗНГ організували по спорудженому в 1981-му трубопроводу довжиною 689 км до найбільшого алжирського нафтового родовища Хассі-Мессауд, де була можлива передача ресурсу до ЗНГ-трубопроводу Хасі-Месауд – Хассі-Р'Мель. В 1996-му ЗНГ-трубопровід  Алрар – Хассі-Месауд продовжили власною ділянкою Хассі-Месауд – Хассі-Р'Мель, що разом з першою утворила систему LR1 загальною довжиною 988 км, що включає:
- ділянку Алрар – Оханет довжиною 101 км з діаметром 250 мм, яка транспортує продукцію ГПЗ Алрар, а також певні обсяги ЗНГ, що надійшов з установок підготовки нафтових родовищ Стах та Мерексен;
- ділянку Оханет – Тін-Фує-Табанкорт довжиною 200 км з діаметром 350 мм, яка також перекачує ресурс з газопереробного заводу Оханет та отриманий по трубопроводу Ін-Аменас – Оханет;
- ділянку Тін-Фує-Табанкорт – Рурд-Нусс довжиною 130 км з діаметром 300 мм, що також транспортує продукцію родовища Тін-Фує-Табанкорт;
- ділянку Рурд-Нусс – Гассі-Туїл довжиною 73 км з діаметром 400 мм, яка також перекачує ресурс з газопереробного заводу Рурд-Нусс;
- ділянку від Гассі-Туїл (велике нафтогазове родовище) до газопереробного комплексу Хассі-Месауд довжиною 176 км та діаметром 500 мм. При цьому до Гассі-Туїл, подається додатковий ресурс по ЗВГ-трубопроводам Мензел-Леджме-Схід – Гассі-Туїл та  Ель-Мерк – Гассі-Туїл, а в середині 2020-х до цього відтинку планують підключити ЗВГ-трубопровід Рурд-Ель-Багель – LR1;
- ділянку від Хассі-Месауд до насосної станції SP2 довжиною 125 км з тим саме діаметром 500 мм;
- завершальну ділянку SP2 – Хассі-Р'Мель довжиною 181 км та діаметром 600 мм.
На початку 2010-х систему підсилили лупінгом DLR1, який прямує між Оханет та Гассі-Туїл, має довжину 404 км та діаметр 400 мм.
Перекачування ЗНГ забезпечується трьома насосними станціями. В Хассі-Р'Мель ресурс передається до трубопроводу Хассі-Р'Мель – Арзу.